# Los aventureros: En busca de Gawayn
Los Aventureros: En busca de Gawayn (El cristal de Gawayn en España) es una serie de acción y comedia orientada a niños estrenada el 6 de julio de 2009 y emitida por el canal Disney XD.

## Historia
Había una vez una princesa que se hizo pequeña por un brujo malvado, depende de los aventureros buscar el cristal de Gawayn para dar paz al reino. Los aventureros deben enfrentar a los monstruos y villanos del brujo que se evite que llegue al cristal de Gawayn. 

## Personajes

### Sir Roderick
Un caballero y novio de la princesa Gwen. Es muy estúpido y suele crear algún problema. En un episodio se vio que inventó el coche, la lavadora y el lavavajillas.Tiene 30 años.

### William
Quiere ser caballero y ha hecho muchos inventos actuales. Es el hermano de Elspeth. Tiene 10 años pero a pesar de su corta edad es muy inteligente, el cerebro del grupo. El Duque le ofrece trabajar para el alegando que el equipo no lo valora ni lo trata con el respeto que merece y añade que si desea unirse a su bando siempre será valorado como uno más y nombrado caballero. Willian duda de si debe seguir en el grupo tras una pelea con su hermana y ahora no se sabe en que bando esta.

### La princesa Gwen
El día de su coronación como reina fue reducida, por eso empezaron la búsqueda del cristal de Gawayn. Está enamorada de sir Roderic. Tiene 30 años.

### Elspeth
Quiere ser bruja y tiene en su posesión El Gran Libro de la Magia (Lo tiene prestado de la biblioteca de las brujas). Su hermano es William. Tiene 11 años.

### Xiao-lon
Cocinero chino que sabe kung-fu y, (supuestamente), es campeón de patinaje sobre hielo. El espíritu de un antepasado suyo aparece a veces para darle consejos. Tiene 10 años.

### El Duque
Fue quien redujo a la princesa Gwen. Tiene planes para destruir a los Paladines que NUNCA funcionan. Su compañero es Rex. Vigilan a los paladines por la Piedra de Visionado que parece una tele. Tiene 45 años.

### Rex
Es una cucaracha y compañero del duque. Siempre se burla de él. Tiene 40 años.

### Griselda
Caballo del gwenmovil, vehículo de los Paladines. No es muy importante, pero sale en algunas  escenas de forma cómica.Tiene 20 años.